# 다나카 고헤이 (축구 선수)
다나카 고헤이(일본어: 田中 康平, 1985년 12월 11일 ~ )는 일본의 전 축구 선수이다.

## 구단 경력
과거 가시마 앤틀러스, 몬테디오 야마가타, 베갈타 센다이, FC 류큐에서 활동하였다.